# 1-я армия (Турция)
1-я армия (тур. Birinci Ordu) — воинское объединение Вооружённых сил Турецкой республики, одна из четырёх полевых армий её сухопутных войск.
Штаб 1-й армии находится в стамбульских казармах Селимие, расположенных в районе Ускюдар. Она охраняет границы Турции с Грецией и Болгарией, включая проливы Босфор и Дарданеллы. Подразделения армии дислоцируются в Восточной Фракии.

## Боевой состав

### Боевой состав армии на 30 августа 1922 года

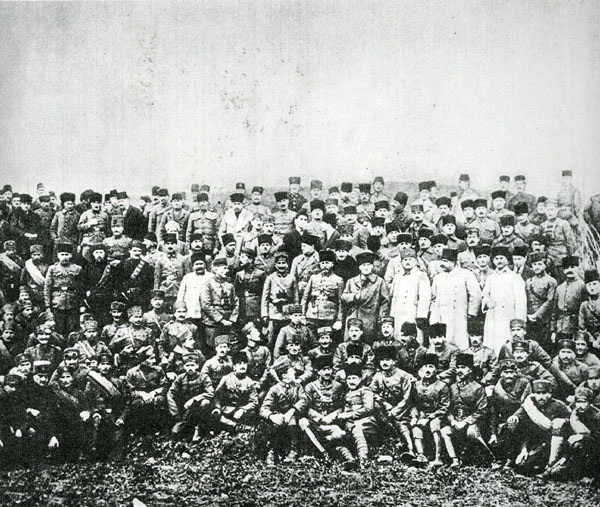
Посещение турецкими военачальниками штаба 1-й армии, 18 января 1923 года. Слева направо: Вехби-бей (Коджагюней), Нуреддин-паша, Гази Мустафа Кемаль-паша (Ататюрк), Кязым Карабекир-паша, марешал Февзи-паша (Чакмак), Асым-бей (Гюндюз).

- Штаб (командующий: мирлива Нуреддин-паша, начальник штаба: миралай Мехмет Эмин-бей[1])
- части резерва

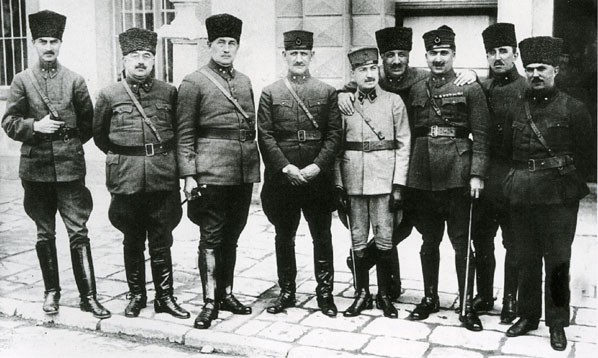
Военачальники после Войны за независимость: слева направо: мирлива Асым (Гюндюз), мирлива Али Хикмет (Айердем), ферик Али Саит (Акбайтоган), мирлива Шюкрю Наили (Гёкберк), мирлива Кязым (Инанч), ферик Фахреттин (Алтай), мирлива Кемалеттин Сами (Гёкчен), мирлива Джафер Тайяр (Эгильмез), мирлива Иззеттин (Чалышлар)

- - 3-я кавалерийская дивизия (Ибрагим-бей)
  - 6-я пехотная дивизия (Назми-бей)
- I корпус (Иззеттин-бей)
  - 57-я пехотная дивизия (Решат-бей)
  - 14-я пехотная дивизия (Этхем Недждет-бей)
  - 15-я пехотная дивизия (Ахмет Наджи-бей)
  - 23-я пехотная дивизия (Омер Халис-бей)
- VI корпус (Кемалеттин Сами-бей)
  - 11-я пехотная дивизия (Ахмет-бей)
  - 12-я пехотная дивизия (Осман Нури-бей)
  - 5-я Кавказская пехотная дивизия (Дадайлы Халит-бей)
  - 8-я пехотная дивизия (Кязым-бей)
- II корпус (Али Хикмет-бей)
  - 7-я пехотная дивизия (Ахмет Наджи-бей)
  - 4-я пехотная дивизия (Мехмет Сабри-бей)
  - 3-я Кавказская пехотная дивизия (Мехмет Кязым-бей)
- V кавалерийский корпус (Фахреттин-бей)
  - 1-я кавалерийская дивизия (Мюрсель-бей)
  - 2-я кавалерийская дивизия (Ахмет Зеки-бей)
  - 14-я кавалерийская дивизия (Мехмет Субхи-бей)

### Боевой состав армии в 1941 году
по состоянию на июнь 1941 года:
Штаб армии (Стамбул), командующий: Фахреттин Алтай)
- участок Фракия
  - X корпус (Кыркларели)
- участок Чаталджа
  - XX корпус
  - IV корпус (Чаталджа)
  - командование Чаталджинской укреплённой линией
  - 3-й корпус (Чорлу)
- участок Стамбул и Босфор
  - командование Стамбулом
  - командование Босфорской укреплённой линией

### Боевой состав армии в 1974 году
На 1974 год армия состояла из четырёх корпусов:
- 2-й корпус (Гелиболу)
- 3-й корпус (Стамбул)
- 5-й корпус (Чорлу)
- 15-й корпус (Кёсекёй, Картепе, Измит)

### Боевой состав армии в 2010 году
- 2-й армейский корпус (Гелиболу, Чанаккале)
  - 4-я механизированная бригада (Кешан)
  - 8-я механизированная бригада (Текирдаг)
  - 18-я механизированная бригада (Чанаккале)
  - 95-я бронетанковая бригада (Малкара)
  - 102-й артиллерийский полк (Узункёпрю)
  - Отдельный инженерно-сапёрный полк (Гелиболу)
- 3-й армейский корпус (корпус быстрого реагирования НАТО, (Шишли, Стамбул)
  - 52-я бронетанковая дивизия (Хадымкёй, Стамбул)
  - 2-я бронетанковая бригада (Картал)
  - 66-я механизированная бригада (Стамбул)
  - 23-я мотопехотная дивизия (Хасдал, Стамбул)
    - 6-й мотопехотный полк (Хасдал, Стамбул)
    - 23-й мотопехотный полк (Самандра, Стамбул)
    - 47-й мотопехотный полк (Метрис, Стамбул)
- 5-й армейский корпус (Чорлу, Текирдаг)
  - 1-я бронетанковая бригада (Бабаэски)
  - 3-я бронетанковая бригада (Черкезкёй)
  - 54-я механизированная бригада (Эдирне)
  - 55-я механизированная бригада (Сюльоглу)
  - 65-я механизированная бригада (Люлебургаз)
  - Бронекавалерийский (танковый) батальон (Улаш)
  - 105-й артиллерийский полк (Чорлу)
  - Отдельный инженерно-сапёрный полк (Пынархисар)
- 15-я пехотная дивизия (Кёсекёй, Картепе, Измит)
- 4-й полк армейской авиации (авиабаза Самандыра, (Картал))

## Командующие армией после 1990 года
- генерал Мухиттин Fisunoğlu (23 августа 1989 — 31 декабря 1990)
- генерал İsmail Hakkı Karadayı (1 января 1991 — 17 августа 1993)
- генерал Мехмет Хикмет Баяр (17 августа 1993 — 22 августа 1994)
- генерал Хикмет Коксал (22 августа 1994 — 26 августа 1996)
- генерал Хюсейн Кыврыкоглу (26 августа 1996 — 26 августа 1997)
- генерал Атилла Атеш (26 августа 1997 — 18 августа 1998)
- генерал Чевик Бир (18 августа 1998 — 20 августа 1999)
- генерал Хилми Озкок (20 августа 1999 — 21 августа 2000)
- генерал Недждет Йылмаз Тимур (21 августа 2000 — 17 августа 2001)
- генерал Четин Доан (17 августа 2001 — 20 августа 2003)
- генерал Яшар Бююканыт (20 августа 2003 — 30 августа 2004)
- генерал Ахмет Хуршит Толон (30 августа 2004 — 19 августа 2005)
- генерал Илькер Башбуг (19 августа 2005 — 17 августа 2006)
- генерал Фетхи Ремзи Тунджел (17 августа 2006 — 17 августа 2007)
- генерал Исмаил Кочман (17 августа 2007 — 22 августа 2008)
- генерал Эргин Сайгун (22 августа 2008 — 30 августа 2009)
- генерал Хасан Ыгсыз (30 августа 2009 — 30 августа 2010)
- генерал Хайри Кыврыкоглу (30 августа 2010 — 4 августа 2011)
- генерал Ялчин Атаман (4 августа 2011 — 23 августа 2013)
- генерал Ахмет Турмуш (23 августа 2013 — 25 августа 2014)
- генерал Салих Зеки Чолак (25 августа 2014 — 10 августа 2015)
- генерал Юмит Дюндар (10 августа 2015 — 23 июля 2016)
- генерал Муса Авсевер (23 июля 2016 -)